# Vasile Pascu (aviator)
Vasile Pascu (n. 1918 – d. secolul al XX-lea) a fost un pilot român de aviație, as al Aviației Române din cel de-al Doilea Război Mondial.
Adjutantul av. (r.) Vasile Pascu a fost decorat cu Ordinul Virtutea Aeronautică de război cu spade, clasa Crucea de Aur cu 1 baretă (4 noiembrie 1941) pentru că „are 63 ieșiri pe front cu o victorie aeriană pe front la Tatarka. Pilot curajos și temerar. Sburător de nădejde.” și clasa Crucea de Aur cu 2 barete și clasa Cavaler (ambele la 6 octombrie 1944).

## Decorații
- Ordinul „Virtutea Aeronautică” de Război cu spade, clasa Crucea de Aur cu 1 baretă (4 noiembrie 1941)[1]
- Ordinul „Virtutea Aeronautică” cu spade, clasa Crucea de Aur cu 2 barete (6 octombrie 1944)[2]
- Ordinul „Virtutea Aeronautică” cu spade, clasa Cavaler (6 octombrie 1944)[2]